# ISO 3166-2:CH

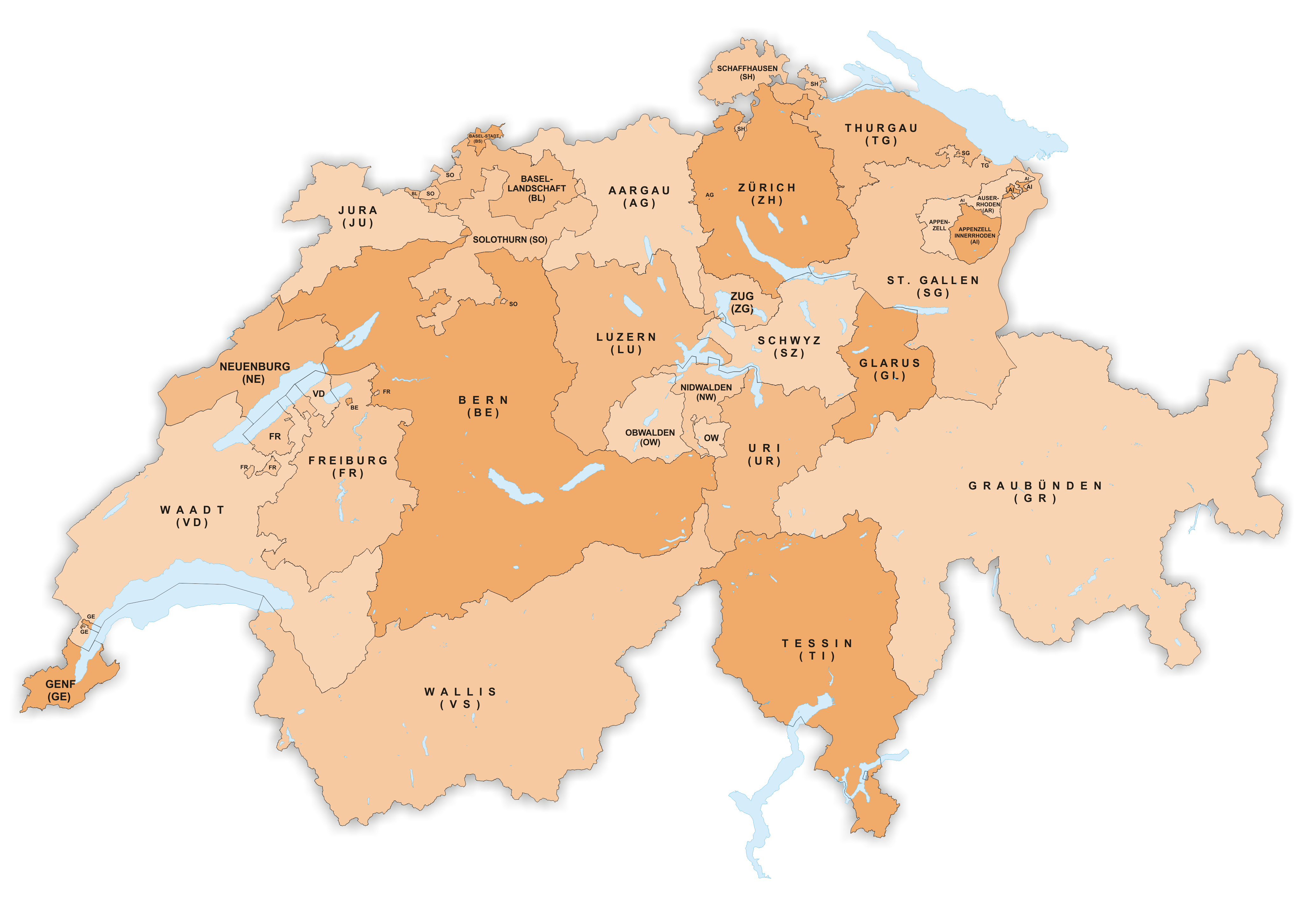
Schweizer Kantone

Die Liste der ISO-3166-2-Codes für  Schweiz enthält die Codes für die 26 schweizerischen Kantone.

Die Codes bestehen aus zwei Teilen, die durch einen Bindestrich voneinander getrennt sind. Der erste Teil gibt den Landescode gemäß ISO 3166-1 (für  Schweiz CH), der zweite den Code für den Kanton wieder.
Die aktuellen Codes stehen auf der Seite der ISO unter #iso:code:3166:CH zur Verfügung.

Die Codes basieren auf den Kantonsabkürzungen, wie sie beispielsweise als Anhängsel bei mehrdeutigen Ortsnamen oder bei den Auto-Kontrollschildern verwendet werden.
Diese sind bereits am 26. August 1986 von der Schweizerischen Normen-Vereinigung festgelegt worden und von der ISO 1998 international für gültig erklärt. Änderungen gab es bisher nur eine; sie wurde im fünften Newsletter bekannt gegeben: Die ISO hatte die Kantone Appenzell Ausserrhoden und Appenzell Innerrhoden falsch geschrieben.
| Kanton                 | Code  |
| ---------------------- | ----- |
| Aargau                 | CH-AG |
| Appenzell Ausserrhoden | CH-AR |
| Appenzell Innerrhoden  | CH-AI |
| Basel-Landschaft       | CH-BL |
| Basel-Stadt            | CH-BS |
| Bern                   | CH-BE |
| Freiburg               | CH-FR |
| Genf                   | CH-GE |
| Glarus                 | CH-GL |
| Graubünden             | CH-GR |
| Jura                   | CH-JU |
| Luzern                 | CH-LU |
| Neuenburg              | CH-NE |
| Nidwalden              | CH-NW |
| Obwalden               | CH-OW |
| Schaffhausen           | CH-SH |
| Schwyz                 | CH-SZ |
| Solothurn              | CH-SO |
| St. Gallen             | CH-SG |
| Tessin                 | CH-TI |
| Thurgau                | CH-TG |
| Uri                    | CH-UR |
| Waadt                  | CH-VD |
| Wallis                 | CH-VS |
| Zug                    | CH-ZG |
| Zürich                 | CH-ZH |